# Paul-Schneider-Gemeindezentrum

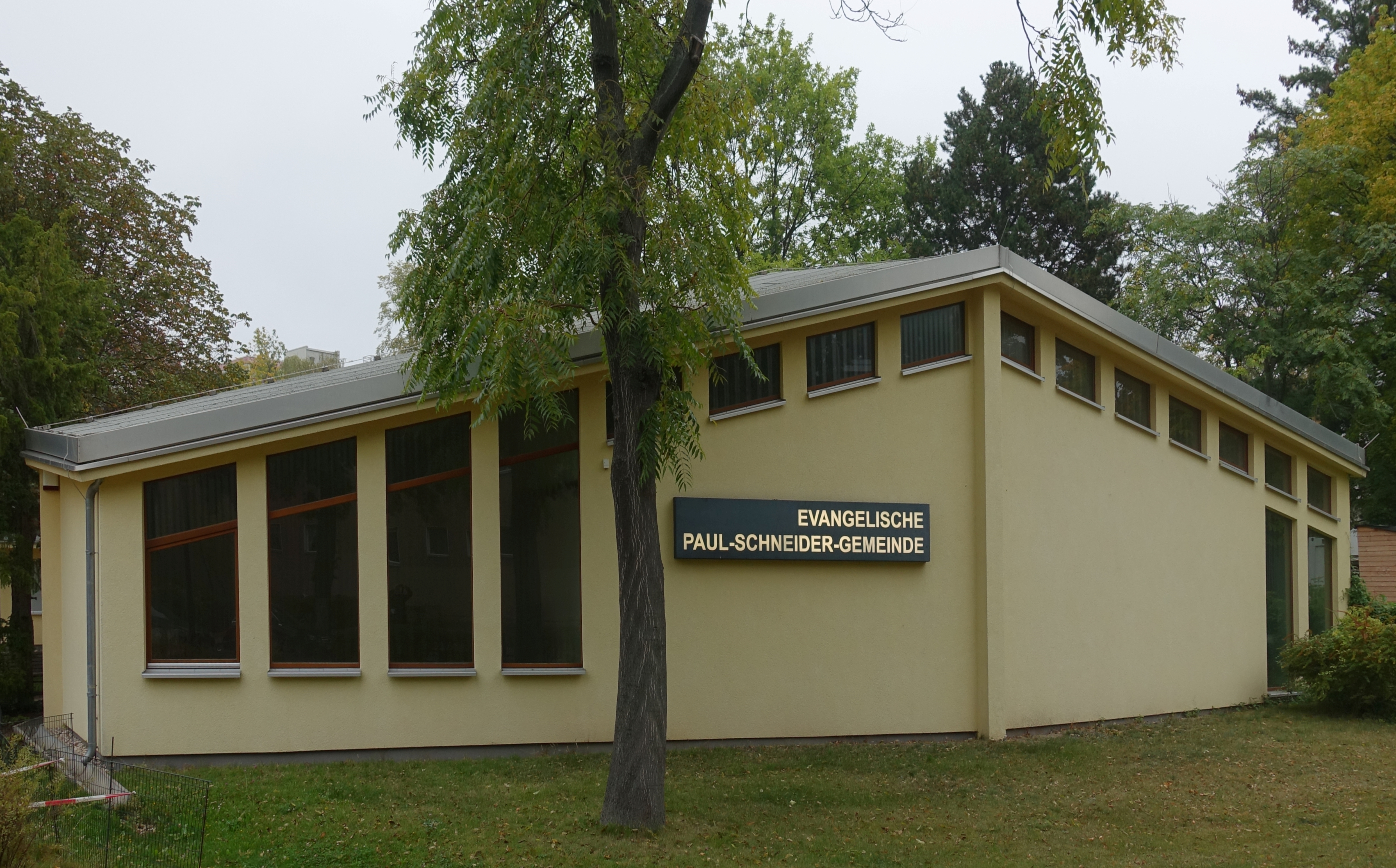
Gemeindezentrum Paul Schneider

Das evangelische Gemeindezentrum Paul Schneider, benannt nach Paul Schneider, erbaut 1957 bis 1967, steht in der Belßstraße 88 im Berliner Ortsteil Lankwitz des heutigen Bezirks Steglitz-Zehlendorf.

## Geschichte
Seit 1955 versammelten sich die Gemeindeglieder des Südteils von Lankwitz zum Gottesdienst in der Luther-Kapelle des Luther-Friedhofs in der Malteserstraße. In den Jahren 1957 bis 1958 erbaute Hans Wolff-Grohmann im Architekturstil der Nachkriegsmoderne für den Gemeindeteil „Lankwitz-Ost“ ein Gemeindeheim mit Kirche, das am 14. September 1958 unter dem Namen „Paul-Schneider-Gemeindeheim“ eingeweiht wurde. Mit der Teilung der Lankwitzer Gemeinde 1963 wurde die Paul-Schneider-Kirchengemeinde selbständig. Seit 1. Dezember 2012 bildet sie mit der Evangelischen Dreifaltigkeits-Kirchengemeinde, der Evangelischen Dietrich-Bonhoeffer-Kirchengemeinde und der Evangelischen Dorf-Kirchengemeinde einen Pfarrsprengel.

## Baubeschreibung
Das Gemeindezentrum besteht aus einem Bauensemble: dem Gemeindeheim mit dem Gemeindebüro sowie dem Kirchsaal und davon getrennt stehendem Glockenturm sowie einem Pfarrhaus mit Wohnung für den Küster und dem Gemeindebüro. Das Jugendhaus, das zusammen mit dem Glockenturm 1960 nach Plänen des Architekten Werner Harting gebaut wurde, ist inzwischen abgerissen. Etwas abseits entstand, geplant vom Architekten Werner Weber, 1965 bis 1967 eine Kindertagesstätte.
Der Campanile ist ein Stahlbetonskelettbau auf quadratischem Grundriss, der 1960 zusammen mit dem Jugendhaus ergänzt wurde.

## Orgel
Im hinteren Teil des Kirchsaals steht eine von der Firma E. F. Walcker & Cie im Jahr 1960 gebaute Orgel. Das Opus 3929  verfügt über zehn Registern auf zwei Manualen und Pedal. Es hat folgende Disposition:
| I Hauptwerk C– |               |    |
| 1.             | Rohrflöte     | 8′ |
| 2.             | Prinzipal     | 4′ |
| 3.             | Schwiegel     | 2′ |
| 4.             | Mixtur III–IV |    |

| II Oberwerk C– |                 |       |
| 5.             | Singend Gedackt | 8′    |
| 6.             | Gambe           | 8′    |
| 7.             | Nachthorn       | 4′    |
| 8.             | Quinte          | 2 ⁄3′ |

| Pedal C– |         |     |
| 09.      | Subbass | 16′ |
| 10.      | Fagott  | 8′  |

- Koppeln: II/I, I/P, II/P

## Geläut
In der Glockenstube des Turms hängt ein Bronzegeläut aus drei Glocken, das von Petit & Gebr. Edelbrock 1961 hergestellt wurde.
| Schlagton | Gewicht (kg) | Durchmesser (cm) | Höhe (cm) | Krone (cm) | Inschrift                                                                                                  |
| --------- | ------------ | ---------------- | --------- | ---------- | --- |
| gis′      | 550          | 97               | 84        | 15/16      | SELIG SIND DIE DA HUNGERT UND DÜRSTET NACH DER GERECHTIGKEIT, DENN SIE SOLLEN SATT WERDEN + MATTHÄUS 5,6 + |
| cis′′     | 220          | 70               | 59        | 12/13      | SELIG SIND DIE DA LEID TRAGEN + DENN SIE SOLLEN GETRÖSTET WERDEN + MATTHÄUS 5,4 +                          |
| dis′′     | 150          | 63               | 54        | 9          | SELIG SIND DIE FRIEDFERTIGEN; + DENN SIE WERDEN GOTTES KINDER HEISSEN + MATTHÄUS 5,9 +                     |